# Lépine
Lépine är en kommun i departementet Pas-de-Calais i regionen Hauts-de-France i norra Frankrike. Kommunen ligger i kantonen Montreuil som tillhör arrondissementet Montreuil. År 2022 hade Lépine 289 invånare.

## Befolkningsutveckling
Antalet invånare i kommunen Lépine
| Referens: INSEE |